# Pieśń maryjna
Pieśń maryjna – pieśń religijna treściowo związana z kultem Matki Boskiej. Pierwsze antyfony i hymny maryjne powstały już w starożytności np. Ave Regina Caelorum (łac. Witaj, Niebios Królowo). Pieśni maryjne były istotne dla polskiej poezji religijnej od średniowiecza.

## Wybrane pieśni maryjne
- Regina Coeli
- Bogurodzica (pieśń)
- Kwiatek czysty smutnego sierca
- Z dawna Polski Tyś Królową
- Chwalcie łąki umajone